# Jan Schanda
Jan Schanda (* 17. August 1977 in Wolfsburg) ist ein ehemaliger deutscher Fußballspieler. 

## Karriere
Schanda begann seine Karriere beim VfL Wolfsburg, wo er neben Einsätzen in der Jugend und der U23 auch zwei Kurzeinsätze im Bundesligakader absolvierte. Danach ging er zum Regionalligisten SC Fortuna Köln, wo er Stammspieler wurde.
2001 wechselte er zu Eintracht Braunschweig, mit der er 2002 in die 2. Bundesliga aufstieg und für die er bis 2003 spielte, bevor er zum Zweitligisten VfB Lübeck wechselte. 2004 ging er zum Regionalligisten VfL Osnabrück, mit dem er in der Saison 2006/2007 den Aufstieg in die 2. Bundesliga schaffte.
Im Mai 2008 verlängerte er seinen auslaufenden Vertrag in Osnabrück aus privaten Gründen nicht.
Er kehrte in seine Heimatstadt Wolfsburg zurück und unterzeichnete beim nahe gelegenen Drittligaverein Eintracht Braunschweig einen Zweijahresvertrag. Von 2010 bis 2012 spielte Jan Schanda beim Bezirksligisten VfB Fallersleben, wo er seine Fußballerkarriere beendete. 
Jan Schanda absolvierte in seiner Karriere bisher zwei Bundesligaspiele, 74 Zweitligaspiele (drei Tore), 52 Drittliga- und 150 Regionalligaspiele (acht Tore) sowie zehn Spiele im DFB-Pokal (ein Tor) (Stand: 14. Juni 2010).